# 汤姆·克莱弗利
湯馬士·威廉·克莱弗利（英語：Thomas William Cleverley，1989年8月12日—）是一名已退役英格蘭足球運動員，司職中場，有需要時亦可擔任後衛，出身曼聯青訓系統，曾效力英冠球會沃特福德。

## 生平

### 球會

#### 曼聯
克莱弗利出生於漢普郡的貝辛斯托克，但在西约克郡的布拉德福德長大。在2005年7月以15歲之齡加盟曼聯作為學徒球員前，他在巴拉福特的青訓系統接受足球訓練。2005/06年球季克莱弗利為U18青年隊上陣9場。更在2006年2月21日作客4-1擊敗愛華頓一仗首次獲預備隊徵召坐於後備席。直到一年後的2007年2月15日他才首次代表預備隊上陣，作客以0-0賽和保頓，其時他已是U18青年隊的常規正選。但一個多月後，卡華利遭受重創需要停戰長達7個月。
直到2007年10月克莱弗利才傷愈恢復參戰，代表預備隊在主場1-1賽和利物浦。2007/08年球季克莱弗利迅速冒起，鞏固預備隊正選席位，上陣21場，並協助球隊贏得「曼徹斯特高級盃」（Manchester Senior Cup）及「蘭開夏高級盃」（Lancashire Senior Cup），在後者對利物浦的決賽，他更先拔頭籌，最終曼聯以3-2獲勝奪標。2008年1月23日卡華利亦在「英超預備隊聯賽」（Premier Reserve League）首次取得入球，於作客2-0擊敗保頓中包辦兩個入球。他在預備隊持續的良好表現，使他在萨姆·休森缺陣時出任球隊的代隊長，更獲提名競選「曼聯預備隊年度最佳球員」（Denzil Haroun Reserve Player of the Year），惟最終敗於理查德·埃克斯利而未有獲選。
克莱弗利在預備隊的努力獲得回報，於2008年7月24日被一隊臨時徵召參加一場在尼日利亞對樸茨茅夫及在南非餘下的季前熱身賽，他在「2008年Vodacom挑戰賽」（2008 Vodacom Challenge）決賽對凱撒酋長首次為一隊上陣，半場後補入替普斯邦，更於60分鐘射入最終大勝4-0的曼聯第三個入球。
2008/09年球季克莱维利仍然留在預備隊參賽，但在2008年8月15日獲一隊頒發背號「35」的球衣，更於英格蘭聯賽盃對米杜士堡及昆士柏流浪兩場比賽獲一隊安排擔任沒有上陣的板凳球員。

#### 外借李斯特城
2009年1月16日克莱弗利被外借到英甲球會莱斯特城效力直到球季結束，並獲發背號「7」球衣。他於1月19日首次披甲上陣，作客2-0擊敗伊奧維於完場前的85分鐘後補入替马特·费耶特。2月4日作客4-1大破華素爾，克莱弗利取得個入首個聯賽入球，射入李斯特城的第三球；一個多月後主場對車頓咸，他首先助攻傳交荷維特先拔頭籌，下半場67分鐘個人從右翼殺入禁區射入，將紀錄改寫成3-0，最終球隊大勝4-0繼續維持自動升級席位。
在剛首次入選英格蘭U20後僅一天，克莱弗利於3月21日主場1-1賽和高車士打中受傷離場，賽後證實肩膀脫臼，於上陣15場及射入兩球後被提早送返曼聯治療，並於4月2日進行手術而提前結束球季。雖然提早結束借用，克莱弗利仍於4月24日當李斯特城確定以聯賽冠軍身份獲得升班英冠資格後獲頒冠軍獎牌。
於接近球季結束時，克莱弗利與詹姆斯·切斯特及科尼·埃文斯一同獲曼聯預備隊領隊蘇斯克查提名再次角逐「曼聯預備隊年度最佳球員」，但這次則敗於切斯特腳下與獎項無緣。

#### 外借屈福特
2009年8月18日克莱弗利再獲機會外借到英冠球會屈福特直到翌年1月，同日晚上即以正選身份披甲上陣作客出戰諾定咸森林，下半場剛開賽不足4分鐘即因「不君子行為」被罰黃牌警告，但他在完場前補時階段，於禁區內射向球門右上角掛網，為球隊鎖定4-2勝局；4天後首次在主場上陣迎戰黑池，他再射入一球，雙方2-2平手完場。9月15日作客對普利茅夫，他於開賽後4分鐘射入致勝球，1-0高奏凱歌而回，上陣5場射入3球，賽後獲領隊麥基點名稱讚。10月17日卡華利再次射入致勝球，作客1-0擊敗米杜士堡，是他加盟以來第五個入球。除自己取得入球外，卡華利亦是屈福特以年青球員為骨幹陣中配合整體戰的一員，他與陣中來自阿仙奴的另一名借將蘭斯貝利份外合拍，於4-1擊敗錫周三一仗，兩人合力撕破敵衛，由蘭斯貝利射入兩球奠定勝局。11月7日主場2-0擊敗普雷斯頓又射入後不久，他獲屈福特延長借用直到球季結束。2010年2月20日作客斯肯索普，克莱弗利於下半場82分鐘因魯莽攔截而被球證直接出示紅牌驅逐離場。4月5日於對時弄傷膝蓋韌帶而缺席球季餘下賽事，期間合共上陣35場及射入11球，更獲選球會年度最佳球員。

#### 外借韋根
雖然在季前熱身賽表現出色，但克莱维利仍於2010年8月31日被外借到另一支英超球隊韋根一個球季。

#### 返回曼聯
2011年10月10日，曼聯與克莱弗利簽署一份新的四年合約，令其留隊至2015年夏季。

#### 轉會愛華頓
2015年6月5日，克莱弗利以自由身加盟愛華頓，簽約五年。

### 國家隊
由於外借莱斯特城期間表現出色，克莱弗利於2009年3月12日獲英格蘭U20主帥布莱克首次徵召入伍，但其後因傷退隊，由同市曼城的卡里頓取代其席位。他終於在8月11日首次代表英格蘭U20在主場友賽黑山U20，雖然上半場射失一球十二碼，在曼聯隊友布兰迪射入兩球後，他在下半亦梅開二度，加上奧巴迪爾完場前的入球，以5-0大勝敲嚮勝鼓。由於獲提升上英格蘭U21，他沒有入選英格蘭U20參賽2009年世青盃的大軍名單。
2009年8月27日克莱弗利獲英格蘭U21領隊斯图尔特·皮尔斯徵召備戰2011年歐青盃，並於9月4日作客2-1擊敗馬其頓獲得首次上陣機會，於83分鐘後補入替史坦尼拿斯。
2012年7月，克莱弗利入选英国队参加了奥运会男足比赛。8月15日，他第一次代表英格兰队出赛，在友谊赛中打满全场帮助球队2：1战胜意大利。
然而在2014世界杯時，由於球隊和自身的糟糕表現，不到一年的時間，遭到國家隊的球迷柴台，要求鶴臣「強烈要求不要選克莱弗利入國家隊」。雖然最後鶴臣懶理，仍然將他帶入熱身賽階段，但在中場競爭激烈的情況下，落選了決賽周。

## 榮譽
李斯特城
- 英格蘭甲級聯賽冠軍（1）：2008/09年；

曼聯
- 英格蘭超級聯賽冠軍（1）：2012/13年；
- 英格蘭社區盾冠軍（2）：2011年、2013年；

## 外部連結
- 足球数据库：汤姆·克莱弗利的球员统计数据
- 曼聯官網簡歷 （页面存档备份，存于）
- 李斯特城官網簡歷
- 屈福特官網簡歷